# Liste der Preisträger des Life Career Award
Folgende Personen haben den Ehrenpreis Life Career Award im Rahmen des Saturn Awards gewonnen.
- Fritz Lang (1976)
- Samuel Z. Arkoff (1977)
- Christopher Lee (1979)
- Gene Roddenberry (1980)
- William Shatner (1980)
- John Agar (1981)
- Ray Harryhausen (1982)
- Martin B. Cohen (1983)
- Vincent Price (1986)
- Leonard Nimoy (1987)
- Roger Corman (1988)
- Ray Walston (1990)
- Arnold Schwarzenegger (1992)
- David Lynch (1993)
- Alfred Hitchcock (1994)
- Steve Reeves (1994)
- Whit Bissell (1994)
- Joel Silver (1995)
- Richard Fleischer (1995)
- Sean Connery (1995)
- Wes Craven (1995)
- Albert R. Broccoli (1996)
- Edward R. Pressman (1996)
- Harrison Ford (1996)
- Dino De Laurentiis (1997)
- John Frankenheimer (1997)
- Sylvester Stallone (1997)
- James Coburn (1998)
- James Karen (1998)
- Michael Crichton (1998)
- Nathan Juran (1999)
- Dick Van Dyke (2000)
- George Barris (2000)
- Brian Grazer (2001)
- Robert Englund (2001)
- Drew Struzan (2002)
- Stan Lee (2002)
- Kurt Russell (2003)
- Sid and Marty Krofft (2003)
- Blake Edwards (2004)
- Stephen J. Cannell (2005)
- Thomas Rothman (2005)
- Robert Halmi Sr. und Robert Halmi Jr. (2008)
- Lance Henriksen (2009)
- Irvin Kershner (2010)
- Bert Gordon (2011)
- Michael Biehn (2011)
- Frank Oz und James Remar (2012)
- Malcolm McDowell (2014)
- Nichelle Nichols (2016)
- Lee Majors (2017)